# Shōnen Big Comic
Shōnen Big Comic (週刊少年ビッグコミック?, Shūkan Shōnen Biggu Komikku) era una rivista di manga shōnen giapponese pubblicata dalla Shogakukan dal 1979 al 1987. Dal 1976 al 1979 la rivista aveva il nome di Manga-kun (マンガくん?).
Nel 1987 la rivista cambiò formato ed il suo nome in Weekly Young Sunday, in modo da puntare ai giovani ma anche ad un pubblico più anziano dell'altra rivista manga della Shogakukan, il Weekly Shōnen Sunday.

## Manga pubblicati

### Da Manga-kun
Il segno ♣ indica i manga apparsi nel primo numero.
- Bīdama Shachō, di Kimio Yanagisawa ♣
- Burai the Kid, di Gō Nagai ♣
- Esper Mami, di Fujiko F. Fujio ♣
- Kokoroman, di George Akiyama ♣
- Kuru Kuru Pa! X, di Yuki Hijiri
- Kyūdo-kun, di Shinji Mizushima ♣
- Manga Kenkyūkai, di Shōtarō Ishinomori ♣
- Otoko Konbē, di Mikio Yoshimori ♣
- Propeller 7, di Leiji Matsumoto
- Rabbit-kun, di Tatsuhiko Yamagami
- Saibō Ushi Usshī, di Tatsuo Oda
- Susume! Jets, di Yuki Hijiri
- Tatoru-kun, di Fujio Akatsuka ♣
- Teppengaki Taishō, di Hiroshi Motomiya ♣
- Uchūsen Magellan, di Mitsuteru Yokoyama
- Washi to Taka, di Yū Koyama
- Zero Racer, di Jōya Kagemaru

La rivista conteneva anche una colonna intitolata Moving Toys Craft (ムービング・トイズ・クラフト?, Mūbingu Toizu Kurafuto) che discuteva dei giocattoli motorizzati, era sponsorizzata dalla Mabuchi Motor e dalla Tamiya Corporation.

### Da Shōnen Big Comic
- Ai ga Yuku, di Yū Koyama
- Area 88, di Kaoru Shintani
- Cyborg 009, di Shōtarō Ishinomori
- Hadashi no Kabe, di Motoka Murakami
- Hatsukoi Scandal, di Akira Oze
- Henkīn Tamaidā, di Go Nagai
- Ichigekiden, di Yasuichi Ōshima
- Jūki Kōhei Xenon, di Masaomi Kanzaki
- Kaze no Saburō, di Yū Koyama
- Miyuki, di Mitsuru Adachi
- Nekketsu! Spectrum Gakuen, di Yuki Hijiri
- Ningen o Koerumono Ein, di Kōichi Iimori
- Seito Donmai, di Hideo Hijiri
- Sorairo Miina, di Taku Kitazaki
- Tōi Itadaki, di Motoka Murakami
- Tokyo Tanteidan, di Fujihiko Hosono
- War Cry, di Ryūji Ryūzaki
- Yon-chōme Big League, di Yoshimi Kurata